# Bù nhìn

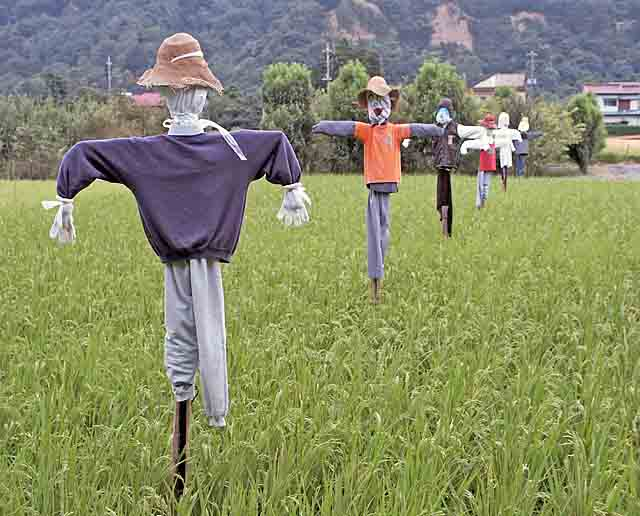
Một nhóm bù nhìn trên cánh đồng lúa ở Nhật Bản

Bù nhìn là một hình nộm, thường có hình dạng của một con người. Những con bù nhìn hình người thường được mặc quần áo cũ và được đặt trên những cánh đồng trống để ngăn chim làm phiền và ăn hạt giống mới gieo và trồng trọt. Bù nhìn được nông dân sử dụng trên khắp thế giới và là biểu tượng đáng chú ý của các nông trại và vùng nông thôn trong văn hóa đại chúng.

## Thiết kế

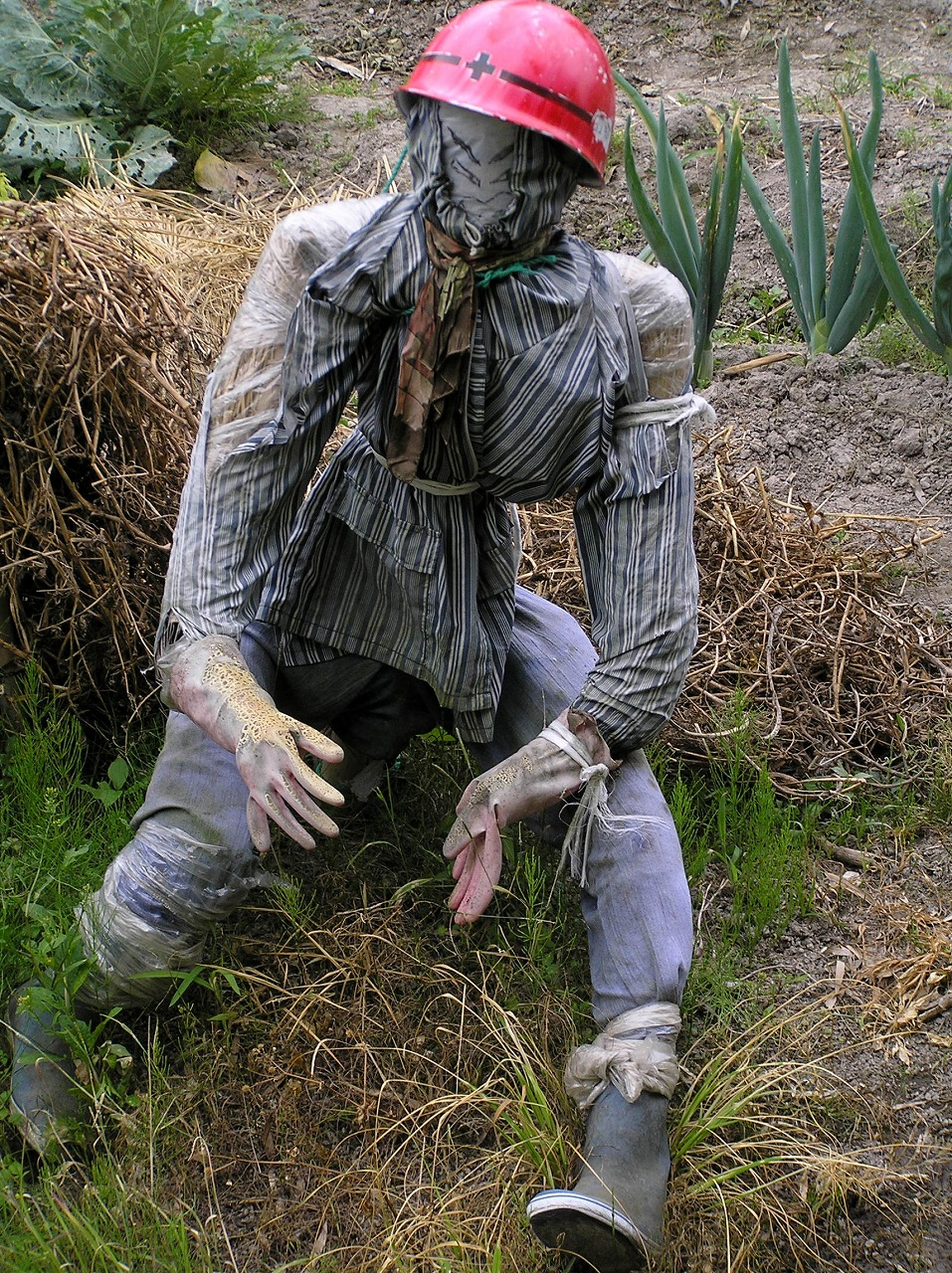
Bù nhìn đội mũ bảo hiểm (Nhật Bản)

Hình dạng phổ biến của bù nhìn là một hình người mặc quần áo cũ và được đặt trên các cánh đồng trống để ngăn cản các loài chim như quạ hoặc chim sẻ làm phiền và ăn hạt giống mới gieo và trồng trọt. Máy móc như cối xay gió được sử dụng như bù nhìn, nhưng hiệu quả giảm dần khi động vật quen với các cấu trúc.